# La Batalla (Chile)
La Batalla fue un periódico quincenal anarquista publicado en Santiago de Chile (Chile) que comenzó a publicarse el 10 de noviembre de 1912 hasta el año 1916. Se trató de un pequeño periódico compuesto por cuatro páginas a 5 columnas; aunque las dificultades típicas de este tipo de periódicos hicieron que durante su vida cambiara en varias oportunidades de formato e imprenta. 
Los temas principales que se trataron en La Batalla eran las condiciones en que vivían y trabajaban los obreros, así como dar publicidad de las actividades que realizaban los grupos anarquistas, tanto en Chile como en el extranjero, con especial influencia de Europa y Argentina. También en sus páginas se realizan ataques a otros grupos anarquistas y socialistas, denuncias a algunos abusos patronales y se brindan noticias sobre huelgas. También publica poemas de crítica a la sociedad contemporánea. El periódico mantenía una postura en la que llama a los obreros a no ejercer el sufragio dentro del sistema político chileno.
Colaboraron a lo largo de su corta publicación pensadores y anarquistas chilenos como José Domingo Gómez Rojas, José Santos González Vera, Armando Triviño, Manuel Rojas y Elisa Choffat.